# Дохиар
Дохиар (на гръцки: Μονή Δοχειαρίου) е манастир, разположен на югозападния бряг на полуостров Света гора в Североизточна Гърция. Дохиар е десети в йерархията на атонските манастири и е смятан за един от най-красивите.

## История
Произходът на манастира може да се проследи до X век. Обстоятелствата около неговото основаване са противоречиви. Според едни източници първоначално манастирът е основан близо до пристанището Дафни в края на X век от Евтимий, възпитаник на свети Атанасий Атонски и домакин (на гръцки език δοχειάρης, дохиарис) на манастира Велика Лавра. Според други източници манастирът е основан от монаха Даниел от Дохияр между 1030 – 1032 година.
Скоро след основаването си манастирът запада, вероятно от честите пиратски набези, по време на франкската окупация на Атон и след завладяването на Константинопол от латините през 1204 година. Оцелелите монаси започват изграждането на настоящия манастир. През XIV век Дохиар получава помощ от император Йоан V Палеолог и сръбския крал Стефан Душан. Главната църква (католикон) на манастира е построена в средата на XVI век с финансовата помощ на Александър и Роксандра от Молдова и Йоан Лапуснеанос. По време на отоманската окупация на Атон по време на войната за гръцка независимост през 1821 година, Дохиар губи почти цялото си имущество.
Католиконът „Свети Архангели“, построен върху основите на по-стар храм, е посветен на архангелите Михаил и Гавриил. Празникът на манастира е на 8 ноември. Стените на църквата са изографисани от майстор Теофан от Крит през 1568 година и от друг майстор през 1783 година. Трапезарията е изографисана през 1675 година. В манастира има 10 параклиса.

## Реликви
Манастирът Дохиар пази в библиотеката си 441 ръкописа, от които 395 са класирани, 100 сборника с ръкописи и 3000 печатни книги. Тук се съхраняват и много ценни църковни одежди и покривки, църковна утвар и мощи на светии. Между ценностите се отличава икона на света Богородица Скоропослушница (Всечуваща), намираща се в посветения на нея параклис близо до главната църква.